# Szimon Redlich

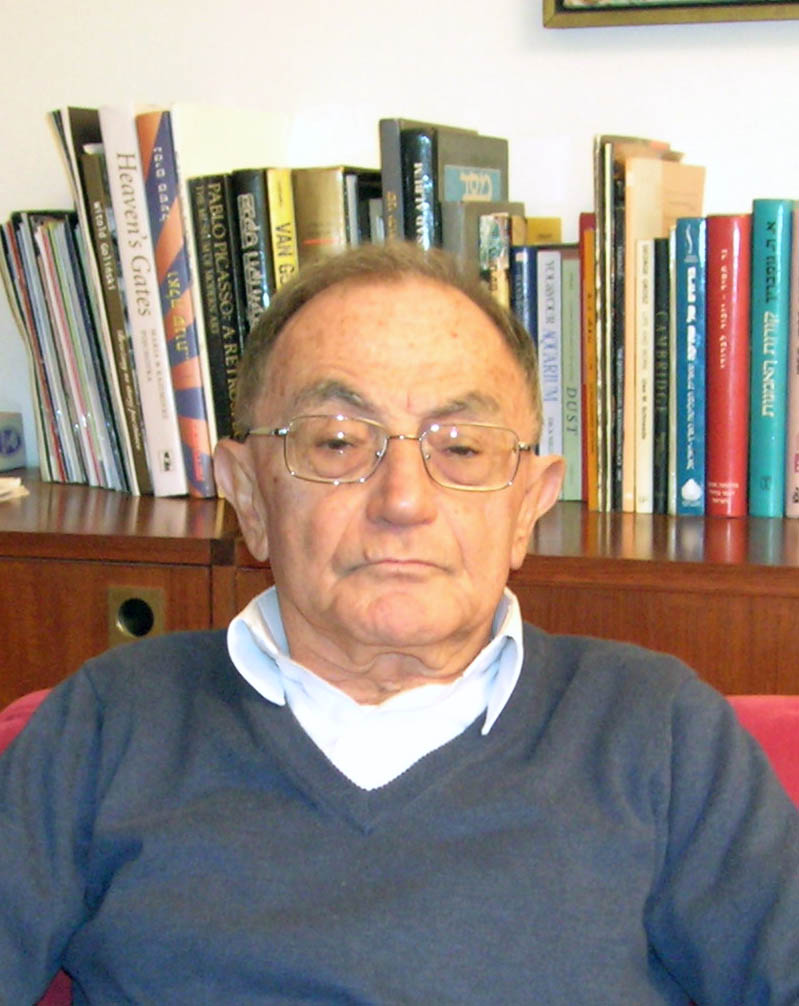
Szimon Redlich

Szimon Redlich (hebr. שמעון רדליך, ur. 2 kwietnia 1935 we Lwowie) – izraelski historyk i ocalony z holocaustu, profesor emeritus Uniwersytetu Ben Guriona, specjalista w zakresie współczesnej historii Żydów we Wschodniej Europie, Rosji i Związku Radzieckim.

## Życiorys
Urodził się we Lwowie w 1935 roku. W tym samym roku jego rodzina przeniosła się do Brzeżan, miasteczka położonego na terenie we współczesnej Ukrainy. W 1943 roku jego ojciec zginął w czasie niemieckiej obławy, a rodzina ukrywała się potem u polskich i ukraińskich rodzin.
W 1948 wystąpił roku w filmie dokumentalnym o dzieciach ocalałych z holocaustu pod tytułem Unzere kinder (Nasze dzieci).
W roku 1950 wyemigrował do Izraela. Uzyskał stopień licencjata na Uniwersytecie Hebrajskim w Jerozolimie, następnie stopień magistra na Uniwersytecie Harvarda oraz doktorat na New York University. W 1972 roku rozpoczął pracę akademicką jako profesor na Uniwersytecie Ben Guriona. Przeszedł na emeryturę w 2003 roku i zamieszkał w Modi’in.

## Publikacje
- Szimon Redlich (ed): War, Holocaust and Stalinism: A Documented Study of the Jewish Anti-Fascist Committee in the USSR. Psychology Press, 1995. ISBN 965-223-436-2.
- Szimon Redlich: Together and Apart in Brzezany: Poles, Jews, and Ukrainians, 1919-1945. Indiana University Press, 2002. ISBN 978-0-253-34074-0.
- Szimon Redlich: Life in transit: Jews in postwar Lodz, 1945–1950. Academic Studies Press, 2011. ISBN 978-965-536-085-1.
- Szimon Redlich: A New Life in Israel: 1950–1954. Academic Studies Press, 2018. ISBN 978-1-61811-715-1.